# Crvena iglica
Crvena iglica (ždralica jednocvjetna, lat. Geranium sanguineum) je vrsta biljke iz roda Geranium, porodice Geraniaceae. 

## Rasprostranjenost
Široko je rasprostranjena diljem Europe sve do Kavkaza i zapadnog Sibira, te u Maloj Aziji. Obitava u listopadnim šumama, a u Hrvatskoj se može naći u šumama mediteransko-litoralnog pojasa. Živi na nadmorskim visinama od 0 do 1200 metara. Također se često uzgaja u vrtu kao ukrasna biljka, te ima brojne kultivare.

## Opis
To je višegodišnja zeljasta biljka s debelim rizomom (vrstom podzemne stabljike). Prosječno u visinu naraste 30 – 50 centimetara. Listovi imaju pet lapova, dok su cvjetovi promjera 2.5 do 4 centimetra, te su ljubičaste boje. Ova biljka cvijeta u razdoblju od svibnja, pa sve do listopada. Cvjetovi su dvospolni, te ih oprašuju kukci. Najčešći njihovi posjetitelji su opnokrilci, osolike muhe, baš kao i tvrdokrilci. Plod je kapsula sastavljena od pet orašica, te ima vrlo dlakavu površinu. 
- G. sanguineum, habitat
- G. sanguineum
- G. sanguineum
- G. sanguineum